# نوكيا 5610
نوكيا 5610 (بالإنجليزية: Nokia 5610 XpressMusic)‏ هو هاتف محمول من نوكيا، تم طرحه في الأسواق في أغسطس 2008.

## الخصائص
- الكاميرا الأمامية: 3.2 ميجابكسل
- الشاشة: إل سي دي 240 × 320
- الوزن: 111 غرام
- الذاكرة: 20 ميجابايت